# Pauridiantha sylvicola
Pauridiantha sylvicola là một loài thực vật có hoa trong họ Thiến thảo. Loài này được (Hutch. & Dalziel) Bremek. mô tả khoa học đầu tiên năm 1940.